# Feijoa sellowiana
Feijoa sellowiana ((O. Berg) O. Berg, 1859), sin. Acca sellowiana, comunemente nota con il nome portoghese di feijoa o con quello spagnolo di guayabo del Brasile, è un arbusto sempreverde appartenente alla famiglia delle Myrtaceae. È alto tra uno e sette metri ed è originario degli altipiani del Brasile meridionale, dell'Argentina settentrionale e di alcune zone della Colombia, dell'Uruguay; predilige le aree montane.
È ampiamente coltivato come pianta da giardino e come albero da frutta.
Non deve essere confuso con la guaiava (Psidium guajava), pur appartenente alla stessa famiglia.

## Etimologia
Il nome feijoa è portoghese ed è stato dato alla pianta in onore del naturalista João da Silva Feijó, che faceva parte del gruppo di studiosi che ha fondato il Museo di Storia naturale di Lisbona, coordinato dall'italiano Domenico Agostino Vandelli, e che compì varie spedizioni botaniche, specie a Capo Verde.
L'epiteto specifico sellowiana è stato scelto per ricordare Friedrich Sellow (1789-1831), naturalista tedesco, esploratore del Brasile e dell'Uruguay, Paesi di cui studiò a lungo la flora. Fu Sellow il primo europeo a scoprire questa specie nel 1819, nel corso di una spedizione scientifica nello stato brasiliano del Rio Grande del Sud.

## Descrizione
La feijoa è un arbusto, di norma a più fusti, sempreverde a crescita lenta, che può arrivare a 4–7 m.
Le foglie scure, lucide, spesse, ellittiche, opposte sono lunghe circa 5 cm. La pagina inferiore è feltrosa (finemente pelosa). Con le foglie essiccate si possono fare infusi.
I fiori, medio-piccoli, spesso raccolti a gruppi, sono numerosi, di colore bianco rosaceo. Hanno numerosi stami rosso violetti molto vistosi. È probabile che nelle zone d'origine l'impollinazione sia effettuata anche da uccelli. I petali possono essere utilizzati per insalate, dato che sono robusti, croccanti e dolci, o fatti sciogliere sulla lingua.

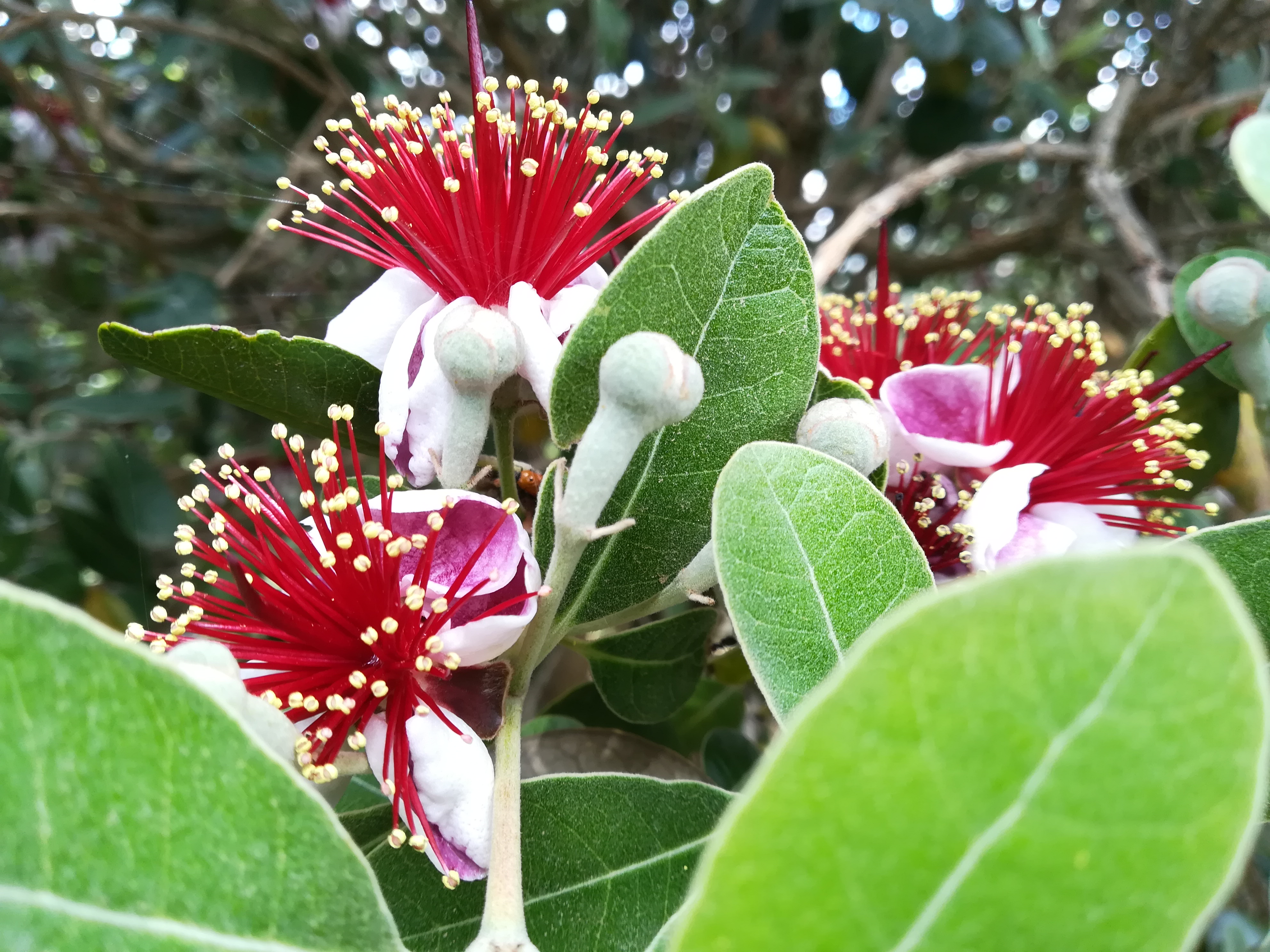
Fiori di feijoa

I frutti hanno una robusta scorza verde, polpa traslucida bianca o giallastra, gelatinosa, con numerosi piccoli semi durissimi. Grandi come prugne, ovali o piriformi, sono commestibili. La polpa è estremamente profumata, non dolcissima, morbida, dal sapore a metà tra l'ananas e la fragola. La quantità della parte commestibile è comunque modesta per la presenza dominante di buccia e semi.
La maturazione avviene tra settembre e ottobre, a seconda delle condizioni meteorologiche. Giunti alla maturazione, i frutti si staccano spontaneamente dai rami e cadono, consentendo la raccolta, dato che la buccia è robusta. Si sbucciano con un coltello (oppure con un cucchiaino si estrae la polpa dal frutto aperto a metà) e si consumano freschi.
Come le banane, hanno una breve durata: 5-6 giorni se conservati in luogo fresco. La raccolta al suolo è indicata soprattutto nel caso di preparazione entro breve di una confettura, con l'aggiunta come addensante della polpa di mele, possibilmente acerbe.
La raccolta dall'albero permette di avere frutta di durata un po' maggiore, ma occorre prendere frutti maturi, che si stacchino agevolmente. Altri indizi dell'avvenuta maturazione, meno facili da individuare, sono un lieve rammollimento della polpa ed un leggerissimo schiarimento di colore della buccia. I frutti raccolti immaturi non maturano col tempo, al contrario di come accade, per esempio, a mele o banane.

### Cultivar

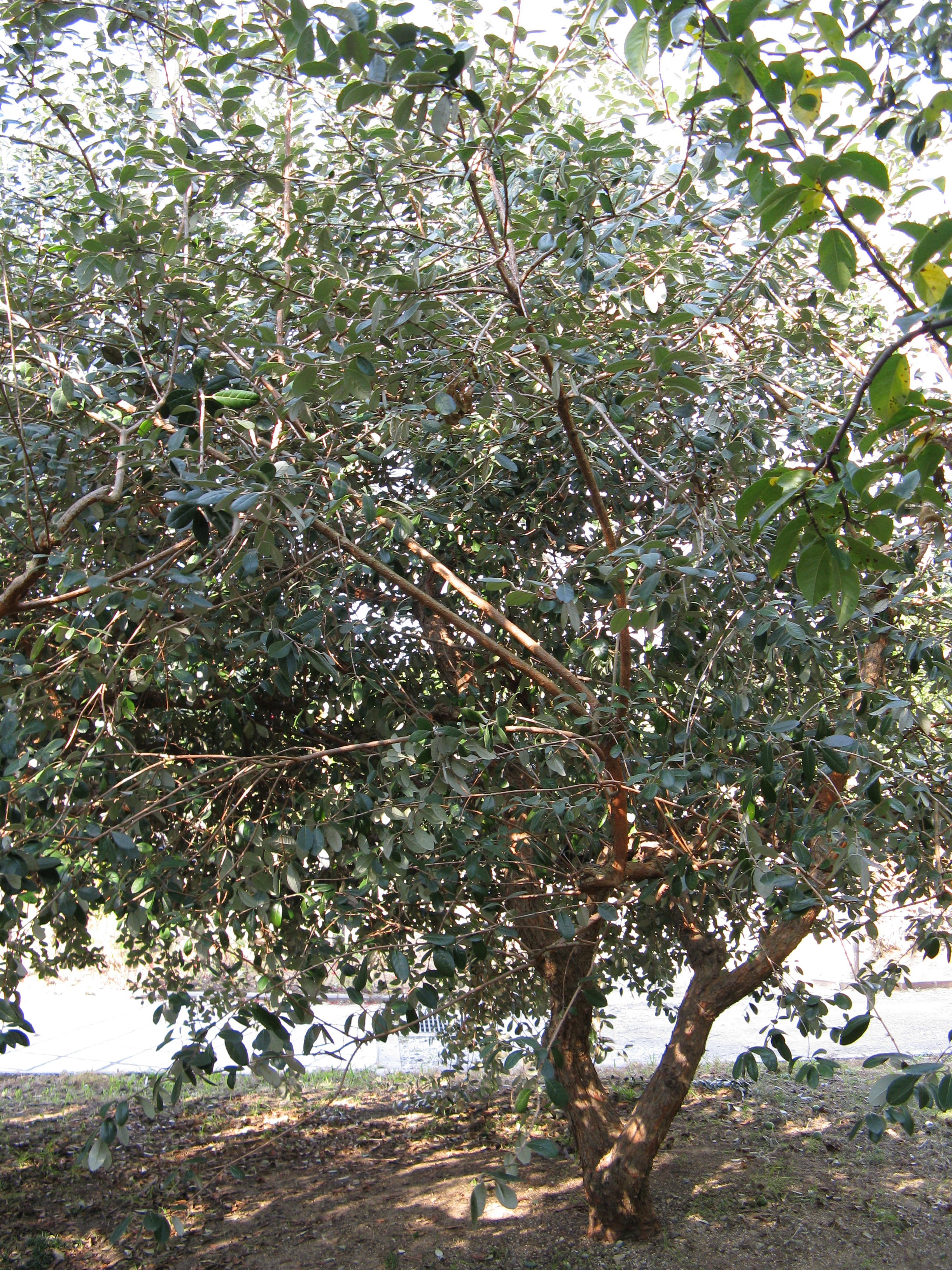
L'albero dellAcca sellowiana

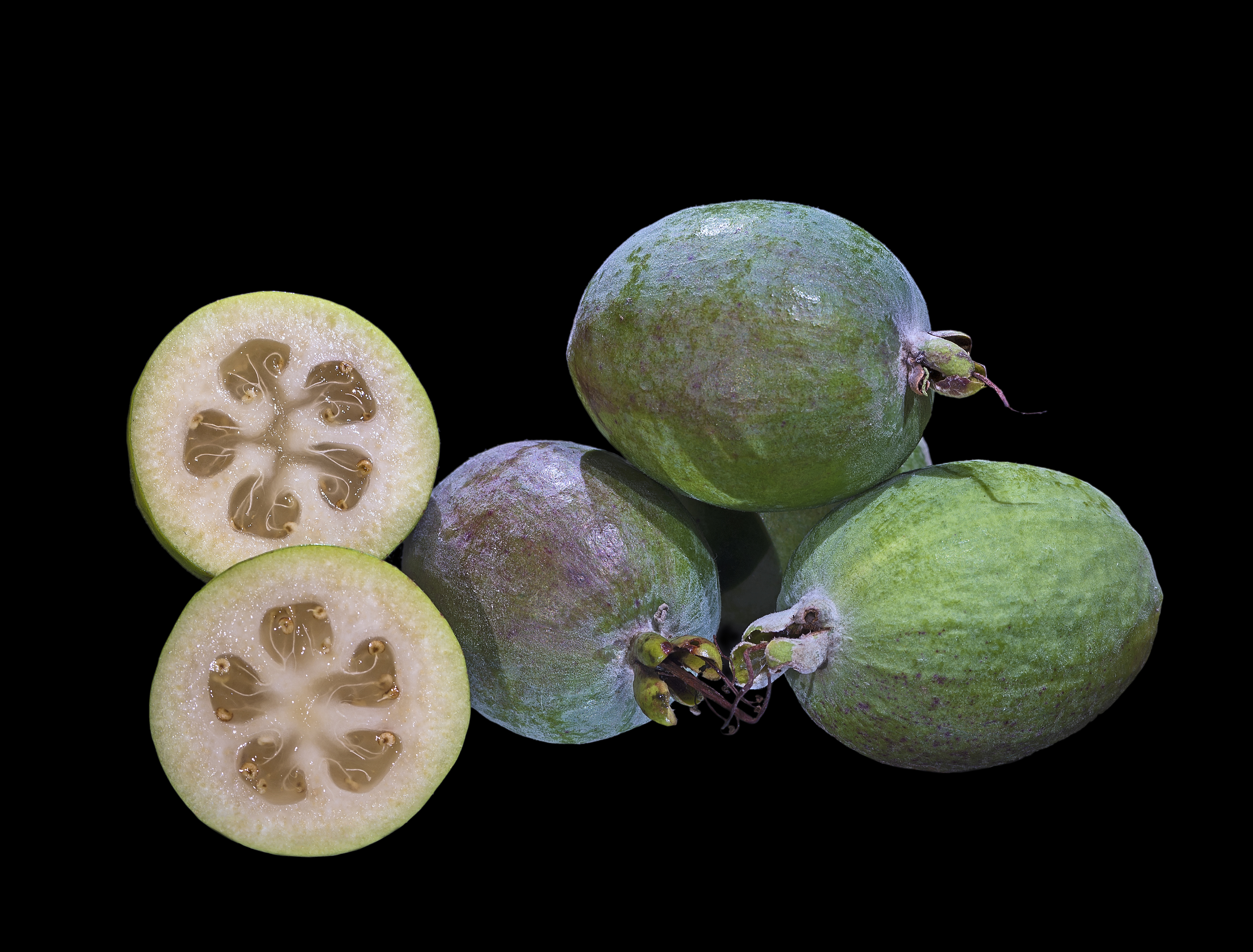
Il frutto raccolto

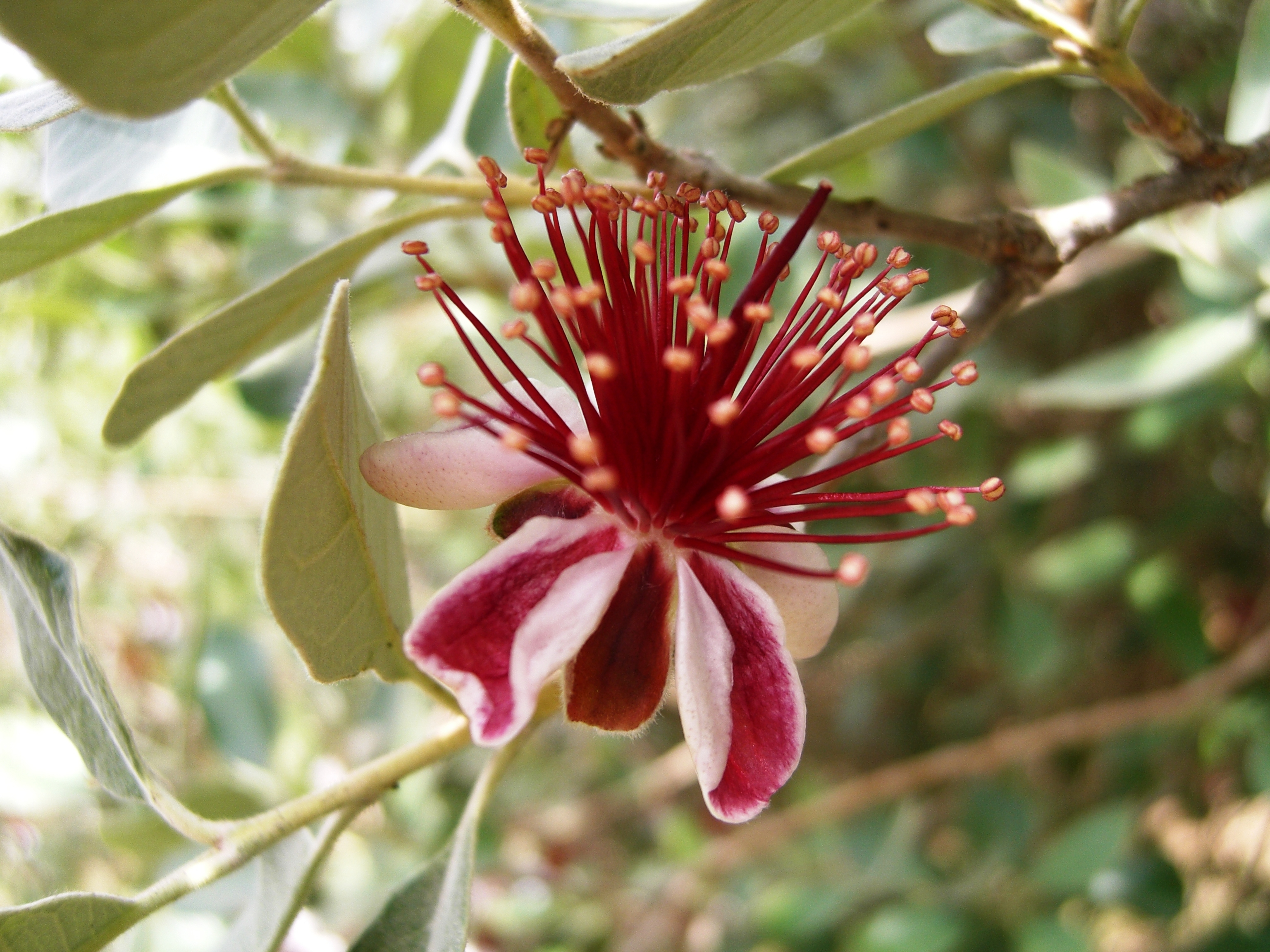
La fioritura

Dalla Feijoa sellowiana sono state ricavate varie cultivar, ad esempio Triumph, Colidge, Mammoth, Apollo, Gemini, Moore. Hanno diversa grandezza, forma e tempo di maturazione dei frutti. Alcune variano anche per modalità di impollinazione.
La grandezza dei frutti piuttosto considerevole è stata raggiunta con relativa facilità; non così per la dolcezza e il profumo. Per tutte le cultivar la vicinanza di quelle diverse migliora la quantità e la qualità dei frutti.
- F. sellowiana 'Unique': l'albero è di circa due metri e mezzo di altezza, robusto. Il frutto è precoce, ha una forma ovale e una superficie liscia. Può essere consumato fresco o inscatolato. Si autoimpollina.
- F. sellowiana 'Mammoth': l'albero è dritto e arriva a 3 metri di altezza. Il nome deriva dal fatto che il frutto ha un diametro maggiore rispetto alle altre cultivar; è di impasto più granuloso e ha una pelle leggermente rugosa. La Mammoth si autoimpollina, ma dà frutti più grandi con l'impollinazione incrociata.
- F. sellowiana 'Gemini': l'albero è meno robusto rispetto ad altre varietà e raggiunge due metri e mezzo. La fioritura è abbondante e la maturazione precoce, con una buona resa. Il frutto è di pelle scura e molto sottile, medio piccolo ma molto gustoso. La pianta si autoimpollina solo parzialmente; per dare più frutti richiede l'impollinazione incrociata, possibilmente con la cultivar 'Apollo'.
- F. sellowiana 'Robert': adatta alle coltivazioni estese, se troppo sfruttata presenta foglie color ruggine. I frutti sono piccoli, la polpa succosa e granulosa. Matura molto precocemente, anche due mesi prima delle altre varietà. Se non viene impollinata con l'impollinazione incrociata, può dare frutta apparentemente commerciabile, ma in realtà senza polpa.
- F. sellowiana 'Smith': dà raccolti abbondanti di frutta medio-grande.[3]

## Coltivazione
La coltivazione della feijoa ha avuto particolare successo, oltre al Sudamerica che ne è terra d'origine, in alcuni paesi dell'ex-Unione Sovietica (Georgia, Azerbaigian) e in Nuova Zelanda.
Pur essendo di origine semi-tropicale, sopporta anche temperature basse, fino a −12 °C.
La specie è spesso autosterile, cioè per avere frutto è necessario coltivare almeno due varietà diverse o avere piante prodotte da semi diversi per l'impollinazione incrociata. La pianta è molto resistente, accetta anche suoli sassosi o sabbiosi purché sufficientemente profondi, ma non quelli troppo umidi e poco drenati. Sopporta discretamente la siccità (specie se in suolo profondo) e col suo fogliame robusto tollera bene i venti salini.
Eccessi di temperatura estiva compromettono l'aroma ed il profumo (che è fattore di rilievo) dei frutti, che rischiano di essere scialbi e di avere aroma scarso. In locazioni naturali semitropicali (come l'America meridionale) il clima adatto non è quello caldo ed afoso dei bassopiani, ma quello di montagna, con temperature moderate e clima notturno fresco, se non freddo.
In luoghi ventosi la feijoa si usa spesso per siepi antivento.

## Usi medicinali
F. sellowiana è ricca di iodio: circa il 3% di prodotto fresco. Sia il frutto che le foglie, ma soprattutto i semi hanno proprietà antibatteriche. I frutti carnosi e profumati vantano qualità antiossidanti. L'estratto ha proprietà emollienti, toniche ed elasticizzanti.

## Curiosità
F. sellowiana nelle ex colonie spagnole condivide con il genere Psidium (appartenente alla stessa famiglia, morfologicamente con frutti abbastanza simili) il nome comune di guayabo, che, oltre all'arbusto, indica anche le ragazze giovani e attraenti.